# 田中萬年
田中 萬年（たなか かずとし、1943年 - ）は、日本の職業訓練学者、職業訓練大学校名誉教授。
満州国大連市生まれ。北九州市門司区で印刷見習工として働く。福岡県立小倉高等学校定時制卒業。中央職業訓練所入所、1965年職業訓練大学校と改称、同卒業。長崎総合職業訓練所（現ポリテクセンター長崎）指導員、職業訓練大学校助教授、1994年教授、2007年退職、名誉教授。95年「わが国における公的職業訓練とそのカリキュラムの歴史的展開に関する研究」で東京工業大学学術博士。職業訓練・職業能力開発に取り組む。

## 著書

### 単著
- 『わが国の職業訓練カリキュラム－課題と方法―』燭台舎 1986
- 『生きること・働くこと・学ぶこと――「教育」の再検討』燭台舎 2002
- 『教育と学校をめぐる三大誤解』学文社 2006
- 『職業訓練原理』職業訓練教材研究会 2006
- 『徒弟制度は人材育成の基本である』全国建設労働組合総連合 全建総連ブックレット 2006
- 『働くための学習――「教育基本法」ではなく「学習基本法」を』学文社 2007
- 『「職業教育」はなぜ根づかないのか――憲法・教育法のなかの職業・労働疎外』明石書店 2013

### 編著
- 『仕事を学ぶ―自己を確立するために―』実践教育訓練研究協会 2004
- 『働く人の「学習」論――生涯職業能力開発論』大木栄一共編著 学文社 2005、第二版2007
- 『熟練工養成の国際比較――先進工業国における現代の徒弟制度』平沼高,佐々木英一共編著 ミネルヴァ書房 Minerva現代経営学叢書 2007
- 『非「教育」の論理――「働くための学習」の課題』元木健共編著 金子勝ほか執筆 明石書店 明石ライブラリー 2009

### 部分執筆
- 「生涯学習と職業訓練」『生涯学習と社会教育の革新』元木健,小川剛編著 亜紀書房 1991

## 論文
- Cinii